# Edward Wydrzyński
Edward Wydrzyński, ps. „Grzymała” (ur. 15 maja 1892 w Jarosławiu, zm. 27 listopada 1922 w Czarnokońcach Wielkich) – kapitan piechoty Wojska Polskiego.

## Życiorys
Urodził się 15 maja 1892. Po wybuchu I wojny światowej wstąpił do Legionów Polskich i został mianowany chorążym. U schyłku wojny w listopadzie 1918 wszedł w skład załogi szkoły im. Henryka Sienkiewicza podczas obrony Lwowa w trakcie wojny polsko-ukraińskiej. Służył na odcinku IV, w kompanii szturmowej, oddziale technicznym Naczelnej Komendy oraz w składzie pociągu pancernego nr 3. Latem 1920 był tymczasowym dowódcą stacji rozdzielczej dla jeńców i internowanych w Dolinie. Za przeprowadzoną ewakuację stacji z Doliny do Stryja otrzymał 12 września 1920 od pełniącego obowiązki dowódcy Okręgu Generalnego Lwów pułkownika Romana Jasieńskiego „pochwalne uznanie”. Za ten sam czyn generał porucznik Robert Lamezan-Salins sporządził 10 kwietnia 1921 wniosek na odznaczenie kapitana Wydrzyńskiego Orderem Virtuti Militari, lecz nie został on pozytywnie rozpatrzony. 1 czerwca 1921, stopniu kapitana, pełnił służbę w Obozie Koncentracyjnym Nr 23, a jego oddziałem macierzystym był 49 Pułk Piechoty.
Zmarł 27 listopada 1922 w Czarnokońcach Wielkich. Został pochowany na Cmentarzu Obrońców Lwowa (kwatera XXIII, miejsce 1995).

## Ordery i odznaczenia
- Krzyż Niepodległości – pośmiertnie 4 listopada 1933 „za pracę w dziele odzyskania niepodległości”[9]
- Krzyż Kawalerski Orderu Odrodzenia Polski – 2 maja 1922[10][11]